# Лучано Валенте (футболіст, 2003)
Луча́но Вале́нте (нід. Luciano Valente, нар. 4 жовтня 2003, Гронінген, Нідерланди) — нідерландський футболіст, атакувальний півзахисник клубу «Гронінген».

## Ігрова кар'єра

### Клубна
Лучано Валенте народився у місті Гронінген і грати у футбол почав у місцевому клубі GVAV-«Рапідітас». У 2014 році він приєднався до молодіжної команди клубу «Гронінген». З яким виграв національний чемпіонат для юнаків віком до 17 років. У липні 2021 року Валенте підписав з клубом професійний контракт і почав тренуватися з головною клубною командою.
14 серпня 2022 року у матчі чемпіонату Нідерландів проти «Аякса» Валенте дебютував у першій команді клубу на професійному рівні. У вересні того року футболіст продовжив контракт з клубом до 2026 року з опцією продовження угоди ще на один рік.

### Збірна
Лучано має італійське коріння зі сторони свого батька. У 2021 році він почав виступати за юнацькі збірні Італії. В червні 2025 року Валенте взяв участь у молодіжному чемпіонаті Європи у Словаччині в складі молодіжної збірної Нідерландів. У першій грі проти команди Фінляндії Валенте відзначився забитим голом і гольовою передачею.